# Brechmorhoga archboldi
Brechmorhoga archboldi är en trollsländeart som först beskrevs av Donnelly 1970.  Brechmorhoga archboldi ingår i släktet Brechmorhoga och familjen segeltrollsländor. Inga underarter finns listade i Catalogue of Life.